# الجدل حول بطاقة الهوية المصرية
الجدل حول بطاقة الهوية المصرية هو سلسلة من الأحداث، بدءا في تسعينيات القرن العشرين، التي خلقت دولة فعلية من حرمان للمصريين البهائيين، الملحدين، الملحدون وغيرهم من المصريين الذين لم يعرفوا بأنفسهم كما مسلم، مسيحي، أو يهودي على الحكومة في وثائق الهوية.
خلال فترة الحرمان من الحقوق، لم يتمكن الأشخاص المتأثرون، ومعظمهم من البهائيين، من الحصول على الوثائق الحكومية اللازمة للحصول على حقوق في بلدهم ما لم يكذبوا بشأن دينهم، الذي يتعارض مع المبدأ الديني البهائي. لا يمكن للمتضررين الحصول على بطاقات هوية أو شهادات ميلاد أو شهادات وفاة أو شهادات زواج أو طلاق أو جوازات سفر. بدون هذه الوثائق، لا يمكن توظيفهم أو تعليمهم أو علاجهم في المستشفيات أو التصويت، من بين أشياء أخرى.
اعتبارا من أغسطس 2009، حل الموقف على ما يبدو، في أعقاب عملية قانونية مطولة. يمكن الآن لوثائق الهوية أن تسرد شرطة بدلاً من إحدى الديانات الثلاث المعترف بها. في ظل هذا الحل التوفيقي، ما زالت الديانة البهائية وغيرها من المعتقدات غير معترف بها من قبل الحكومة - الإسلام والمسيحية واليهودية تظل الديانات الوحيدة المعترف بها. تم إصدار بطاقات الهوية الأولى لاثنين من البهائيين بموجب السياسة الجديدة في 8 أغسطس 2009.

## خلفية تاريخية
على نحو مماثل لإيران والعديد من الدول الأخرى ذات الأغلبية المسلمة،[بحاجة لمصدر] تطلب الحكومة المصرية من مواطنيها إدراج ديانتهم في وثائق الهوية الحكومية. يعترف القانون المصري بالمسيحية واليهودية، وينص على قدر من التسامح تجاه هذه الأقليات. من بين أولئك الذين لا يعتبرون أنفسهم ينتمون إلى إحدى الديانات الثلاث المعترف بها من قبل الحكومة في مصر، يُعتقد أن أكبر مجموعة من المصريين ذوي المعتقدات غير المعترف بها هم البهائيون. على الرغم من عدم توفر إحصائيات موثوقة، فقد قُدِّر عدد البهائيين في مصر بنحو 2000 اعتبارًا من عام 2006. كانت المؤسسات والأنشطة المجتمعية البهائية غير قانونية بموجب القانون المصري منذ عام 1960 بموجب القانون رقم 263 بموجب مرسوم الرئيس جمال عبد الناصر آنذاك. عانى البهائيون المصريون من الاضطهاد المستمر، بما في ذلك مصادرة الحكومة للمراكز البهائية والمكتبات والمقابر، واتهموا بالردة. وعلى الرغم من أن عددا قليلا من المصريين يعرّفون أنفسهم علنا بأنهم ملحدون أو لاأدريون، فإنهم واجهوا صعوبات مماثلة.

## بطاقات الهوية الوطنية
يجب على جميع المواطنين المصريين من سن 16 عامًا حمل بطاقات هوية وطنية، والتي يجب تقديمها لأي نوع من الخدمات الحكومية، مثل الرعاية الطبية في مستشفى عام أو معالجة طلب ملكية أو سند ملكية بالإضافة إلى الحصول على عمل وتعليم وخدمات مصرفية والعديد من المعاملات الخاصة المهمة الأخرى. كما أن بطاقات الهوية مطلوبة أيضًا للمرور عبر نقاط التفتيش التابعة للشرطة، وبالتالي يُحرم الأفراد الذين لا يحملون مثل هذه البطاقات من حرية التنقل. تتضمن بطاقات الهوية الوطنية خانة للدين، حيث تم قبول الإسلام والمسيحية واليهودية فقط كديانة.

## تغيير الدين
إن تغيير الدين في البطاقة الشخصية أمر صعب للغاية، وخاصة بالنسبة لأولئك الذين يتحولون عن الإسلام. وتزعم منظمة "عون الكنيسة المحتاجة" ‏ الكاثوليكية الخيرية أن التحول إلى المسيحية لا يزال محظوراً في الممارسة العملية على الرغم من أن المادة 46 من الدستور تنص على أن الدولة تضمن حرية المعتقد والدين. ولذلك، ووفقاً لمكتب الإحصاء الحيوي، فإن المسلم الذي يعمد مسيحياً يظل مسلماً. وهذا يعني أن المسلم السابق لا يستطيع تغيير أوراق هويته لإظهار دين جديد أو اسم جديد. وتزعم الجمعية الخيرية أن عدم وجود قانون بشأن التحول من الإسلام إلى دين آخر يترك الأمر في أيدي القضاة الذين يتعين عليهم الاختيار بين الشريعة الإسلامية ومبدأ المساواة بين جميع المواطنين أمام القانون.
في عام 2008 لم يُسمح لمحمد حجازي، الذي اعتنق المسيحية، بتغيير هويته لتسجيل تغيير دينه من الإسلام إلى المسيحية. خلال المحاكمة التي جرت من أجل تغيير ديانته في أوراق هويته، هدد المحامي المعارض السيد حجازي بالقتل بسبب تحوله إلى المسيحية. ولم يعترض القاضي على هذه التصريحات، وأعرب عن كراهيته للمتهم بسبب اعتناقه الإسلام. وأكد القاضي أنه لن يسمح مطلقًا بتسجيل حجازي كمسيحي. ودافع عن قراره قائلاً إن الإسلام هو الدين الرئيسي في مصر.

## تأثير بطاقات الهوية المحوسبة
بدأت الصعوبات الكبرى في تسعينيات القرن العشرين عندما قامت الحكومة بتحديث المعالجة الإلكترونية لبطاقات الهوية الوطنية. قبل ذلك، كان البهائيون قادرين في بعض الأحيان على الحصول على وثائق هوية من كاتب متعاطف على استعداد لإصدار بطاقة تترك خانة الانتماء الديني فارغة، أو تدرج الدين على أنه "آخر" أو شرطة، أو تدرج "بهائي". لطالما رفض البهائيون إدراج أنفسهم زوراً على أنهم مسلمون أو مسيحيون أو يهود كمسألة مبدأ ديني.
لقد قامت المعالجة الإلكترونية بحجب إمكانية وجود دين غير مدرج، أو أي انتماء ديني آخر غير الإسلام أو المسيحية أو اليهودية. ونتيجة لذلك، أصبح أتباع أي دين آخر (أو لا دين لهم) غير قادرين على الحصول على أي وثائق هوية حكومية (مثل بطاقات الهوية الوطنية، أو شهادات الميلاد، أو شهادات الوفاة، أو شهادات الزواج أو الطلاق، أو جوازات السفر) اللازمة لممارسة حقوقهم في بلادهم ما لم يكذبوا بشأن دينهم.
بدون وثائق، لا يمكن للبهائيين الحصول على وظيفة، أو تعليم، أو علاج في المستشفيات، أو سحب أموالهم من البنك، أو شراء الطعام من متاجر الدولة، أو التصويت، من بين الصعوبات الأخرى. أصبح البهائيون مواطنين غير مواطنين فعليًا، بدون إمكانية الوصول إلى العمل والتعليم وجميع الخدمات الحكومية، بما في ذلك الرعاية في المستشفيات. ويعيش عدد من الشباب البهائيين دون بطاقات هوية صالحة، وهو الوضع الذي أجبرهم على ترك الجامعات والجيش، ووضعهم على هامش المجتمع.

## الجدول الزمني
في تسعينيات القرن العشرين، أعلنت الحكومة المصرية أنها ستقوم بتحديث نظام بطاقات الهوية لديها من خلال إصدار بطاقات محوسبة أقل عرضة للتزوير. وأشارت الحكومة إلى أن هذا من شأنه أن يساعد في مكافحة الاضطرابات الإسلامية المسلحة، وتحسين جمع البيانات والوصول إليها. وأشارت الحكومة إلى أن التحول إلى النظام الجديد سيكون تدريجيا، لكنها حددت يناير/كانون الثاني 2005 موعدا نهائيا لحصول الجميع على البطاقات الجديدة ــ وهو الموعد النهائي الذي تم تمديده على ما يبدو إلى عام 2006.
ويبدو أن النظام قد خضع لتعديلات منذ إنشائه. على سبيل المثال، في عام 2003، سعى أربعة بهائيين للحصول على بطاقات حاسوبية جديدة، حيث ورد في حقل الانتماء الديني كلمة "أخرى" - وهي التسمية التي لا يعترض عليها المجتمع البهائي. لكن في الآونة الأخيرة، تم تحديث البرنامج بحيث لا يمكن إدخال سوى ديانة واحدة من الديانات الثلاثة المعترف بها. إذا تم ترك الحقل فارغًا، يرفض الكمبيوتر إصدار البطاقة.
وقد لجأت الجماعة البهائية في مصر إلى الحكومة في مناسبات عديدة للمطالبة بتغيير بسيط في البرمجة، إن لم يكن القانون، حتى يتسنى لهم الحصول على بطاقات هوية صالحة بموجب النظام الجديد. لكن مثل هذه الالتماسات قوبلت بالرفض والإدانة.
وبناءً على ذلك، واجه جميع أعضاء المجتمع البهائي المصري احتمال أن يتركوا بالكامل دون بطاقات هوية مناسبة بحلول عام 2006 - وهي حالة ستُنكر فيها بشكل أساسي جميع حقوق الجنسية، وفي الواقع، ستواجهون عدم القدرة حتى على سحب أموالهم من البنك، والحصول على العلاج الطبي في المستشفيات العامة، أو شراء الطعام من المتاجر الحكومية.
وعندما تم إصدار البطاقات الجديدة، طلبت الحكومة من الشباب البدء في التقدم للحصول على البطاقات الجديدة، وبناءً على ذلك تم تجريد عدد من الشباب البهائيين من بطاقات الهوية الورقية. بمجرد تجريد الشباب البهائيين من بطاقات الهوية، يصبحون سجناء في منازلهم، حيث تقوم السلطات غالبًا بإنشاء نقاط تفتيش مسائية للتحقق من هوية الشباب. ويواجه الأفراد الذين لا يحملون هوية مناسبة الاحتجاز. وعلى نحو مماثل، يُحرم الشباب الذين لا يحملون بطاقات هوية من الالتحاق بالكليات والجامعات، وكذلك من الخدمة في القوات المسلحة.

## قضية المحكمة
في 4 إبريل 2006، أيدت هيئة مكونة من ثلاثة قضاة من المحكمة الإدارية المصرية حق زوجين بهائيين في تحديد دينهما قانونيًا على بطاقات الهوية الخاصة بهما. وقد تمت مصادرة البطاقات من قبل الحكومة بعد أن سعى الزوجان إلى تحديث جوازات سفرهما لتشمل ابنتيهما. وقد رفع الزوجان حسام عزت موسى ورانيا عنايت رشدي دعوى قضائية، قائلين إن مصادرة البطاقات غير قانونية بموجب الدستور المصري والقانون الدولي. حكمت المحكمة لصالح الزوجين، مستشهدة بسوابق قائمة والفقه الإسلامي الذي يسمح بحق غير المسلمين في العيش في الأراضي الإسلامية "دون إجبار أي منهم على تغيير معتقداته" وأمرت السجل المدني بإصدار وثائق جديدة تحددهم بشكل صحيح باعتبارهم بهائيين.
وكتبت المحكمة:
ولا يتعارض مع العقيدة الإسلامية ذكر الدين في هذه البطاقة حتى ولو كان ديناً لا يعترف بممارسة شعائره علناً، كالبهائية ونحوها... بل يجب الإشارة إلى هذه الأديان حتى يعرف وضع حاملها فلا يتمتع بوضع قانوني لا يخول له معتقده إياه في المجتمع الإسلامي.

وفي أعقاب صدور الحكم القضائي، تناولت وسائل الإعلام المختلفة في مصر والعالم العربي الحكم. وأيدت جماعات حقوق الإنسان في مصر القرار، في حين كان ممثلو جامعة الأزهر والحكومة سلبيين. وكتبت الصحف في البحرين والكويت وأماكن أخرى في المنطقة عن القضية أيضًا، حيث ذهب العديد منها إلى تقديم تفسيرات مطولة حول العقيدة البهائية. وتشمل بعض البيانات الصادرة عن منظمات أخرى بعد الحكم الأولي ما يلي:
- وكتبت شبكة الأنباء الإنسانية (إيرين)، وهي خدمة إخبارية تابعة للأمم المتحدة تخدم المنطقة، "رحب نشطاء حقوق الإنسان بالحكم التاريخي الذي أصدرته المحكمة الإدارية والذي يعترف بحق البهائيين المصريين في الاعتراف بدينهم في الوثائق الرسمية".[18]
- ونشرت قناة العربية، وهي خدمة إلكترونية للشبكة التلفزيونية، عنوانًا رئيسيًا يقول: "أجبروهم على تسجيل أنفسهم كمسلمين؛ محكمة مصرية تعترف بالديانة البهائية رغم رفض الأزهر".
- "وقد حملت صحيفة الوطن الكويتية عنواناً رئيسياً: "وصفوها بالنكسة الكبرى.. علماء الأزهر يطالبون القضاء المصري بمراجعة حكم الاعتراف بالبهائية كدين". وجاء في مقدمة المقال: "استنكر عدد من علماء الأزهر حكم القضاء المصري الذي اعترف بالعقيدة البهائية، مؤكدين أنه يعد نكسة شرعية كبرى ومأساة يجب ردعها، مؤكدين أن البهائيين ليسوا مسلمين، بل هم عملاء للصهيونية والاستعمار وأعداء للوطن، وطالبوا بمراجعة الحكم الذي يعترف بهذه العقيدة".[19]
- "وقد حملت صحيفة الأهرام، إحدى أبرز الصحف اليومية في مصر، عنوانًا رئيسيًا: ""أزمة في البرلمان بسبب حكم قضائي بشأن البهائيين؛ النواب: ""البهائية"" ليست دينًا سماويًا... والحكم يتعارض مع الدستور"". كما ذكرت المقالة أن الحكومة قررت استئناف الحكم.[20]

في 28 أبريل 2006، بعد قراءة أن الحكومة المصرية طلبت معلومات عن الإيمان الباهائي من أعضاء جامعة الأزهار، وعرفت أن الكثير من المعلومات الخاطئة عن الإيمان بالبهائي قد نشرت في وسائل الإعلام المصرية، كتب مكتب الأمم المتحدة لمجتمع الباهائي الدولي إلى قادة مجلس البحوث الإسلامية في الأزهار لشرح المبادئ الأساسية للآمن بالبهائي. طلبت الرسالة، التي تحتوي على بيان موجز لمبادئ ودكتوراه الباهائي الأساسية، أيضاً الحصول على حقائق عن الدين الباهائي من مصادر موثوقة "غير متأثرة بالفهم الخاطئ" الذي يتم نشر عنه حول إيمان الباهائي.
وقد استأنفت الحكومة المصرية رسميا حكم المحكمة الإدارية في 7 مايو/أيار 2006. وجاء هذا الاستئناف بعد هجمات على الحكم في البرلمان المصري ومن قبل ممثلي مركز الأزهر الإسلامي. ووفقاً لخدمة الأنباء التابعة لشبكة الأنباء الإنسانية (إيرين)، قال مسؤول في وزارة الداخلية، تحدث شريطة عدم الكشف عن هويته: "لقد قدمنا استئنافاً لإلغاء الحكم السابق على أساس أن الدستور المصري والشريعة الإسلامية لا يعترفان بالبهائية كدين قائم بذاته". ثم في 13 مايو/أيار 2006، أصدرت منظمة كفاية، وهي مجموعة منظمة بشكل فضفاض من منظمات المجتمع المدني والصحافيين والكتاب والفنانين والأكاديميين، بياناً جماعياً يدعو إلى إنهاء التمييز ضد البهائيين. وكتبت المجموعة التي تضم المجموعة الشعبية للتغيير، والمركز المصري الديمقراطي، ومركز الدراسات الاشتراكية، وآفاق اشتراكية، والشبكة العربية لمعلومات حقوق الإنسان، ومنظمة المرصد المدني لحقوق الإنسان، إلى جانب نحو 40 صحافياً وكاتباً وفناناً وأكاديمياً:
ونؤكد أن هذه ليست قضية أتباع الطائفة البهائية فقط، بل هي قضية كل الأقليات والأديان التي تعاني من التمييز في المجتمع المصري منذ عقود... إن موقفنا ينبع من إيمان عميق بأن المطالبة بالإصلاح الدستوري والسياسي لا يمكن فصلها عن مطالب ضمان حرية الاعتقاد والتعبير بالتساوي لكل مواطن، بغض النظر عن الدين أو العرق أو الجنس أو اللون، وإلا فإن الإصلاح سيصبح مجرد حبر على ورق ويفقد كل معنى... اليوم يتم التضحية بأتباع طائفة صغيرة للتعصب، ولكن من سيكون دوره غدًا... إذا صمتنا الآن؟

في 15 مايو/أيار، أوقفت المحكمة الإدارية العليا في مصر تنفيذ حكم سابق أصدرته المحكمة الإدارية الأدنى والذي سمح للبهائيين بالاعتراف بدينهم في الوثائق الرسمية. ووافقت المحكمة على نظر الاستئناف اعتبارا من يوم 16 يونيو/حزيران الماضي، واستمرت الجلسة إلى 16 سبتمبر/أيلول المقبل. خلال هذا الوقت، عقد المجلس القومي لحقوق الإنسان الذي ترعاه الدولة ندوة كبرى حول القضايا المحيطة بالانتماء الديني وبطاقات الهوية، حيث قدمت الطائفة البهائية بعض الشهادات. غير أن المحكمة الإدارية العليا أجلت الجلسة في 21 سبتمبر/أيلول 2006 إلى 20 نوفمبر/تشرين الثاني، انتظاراً لاستكمال تقرير استشاري أعدته هيئة مفوضي الدولة.
وفي أثناء انتظار المحكمة نشرت صحيفة روز اليوسف المصرية خبراً بتاريخ 14 أكتوبر/تشرين الأول 2006 جاء فيه أن التقرير الاستشاري اكتمل، وأن هيئة مفوضي الدولة تطالب برفض حكم المحكمة الأدنى. ثم عقدت جلسة استماع نهائية في الثاني من ديسمبر/كانون الأول، وأشارت المحكمة إلى أنها ستصدر حكمها في القضية في السادس عشر من ديسمبر/كانون الأول. أصدرت المحكمة الإدارية العليا حكمها النهائي في قضية حسام عزت موسى ورانيا عنايت رشدي في 16 ديسمبر، مؤكدة بذلك سياسة الحكومة بالسماح بثلاثة انتماءات دينية فقط على بطاقات الهوية الرسمية والوثائق الحكومية.
بعد صدور الحكم، أصدرت منظمات حقوق الإنسان المصرية المختلفة، مثل مركز القاهرة لدراسات حقوق الإنسان، بيانات دعمًا للمجتمع البهائي في مصر في نضاله من أجل الحقوق المدنية الأساسية. في 21 ديسمبر، وجه بيت العدل الأعظم، وهو أعلى هيئة حاكمة للدين البهائي، رسالة إلى البهائيين في مصر في أعقاب قرار المحكمة الإدارية العليا الذي ينص على أنه يجب عليهم الاستمرار في السعي لمواصلة التمسك بمبدأ وحدة البشرية والمبادئ البهائية الأخرى.
في 29 يناير 2008، حكمت محكمة القضاء الإداري بالقاهرة في قضيتين متصلتين، وبعد ستة تأجيلات، لصالح البهائيين، وسمحت لهم بالحصول على شهادات ميلاد ووثائق هوية، طالما أنهم حذفوا ديانتهم من وثائق المحكمة؛ ومع ذلك، لا يزال بإمكان الحكومة استئناف الحكم. وقد صرح مدير المبادرة المصرية للحقوق الشخصية، الذي رفع القضيتين أمام المحكمة، "إن هذا القرار موضع ترحيب كبير. فهو يعالج الظلم الكبير الذي يعاني منه المواطنون البهائيون الذين يواجهون ممارسات تعسفية وتمييزية على أساس معتقداتهم الدينية. ونحن نحث السلطات على تنفيذ قرار المحكمة الإدارية". وذكر رئيس المحكمة في القضية أنه في حين أن الديانة البهائية لا تزال غير معترف بها كواحدة من الديانات الثلاث المعترف بها رسميًا في الدولة، فإنهم سوف يتمتعون بالحق في رفض التعريف بأنفسهم كواحدة من هذه الديانات الثلاث، وسوف يكون لديهم إمكانية الوصول إلى بطاقات الدولة. وكانت وزارة الداخلية المصرية بطيئة في تنفيذ الحكم: فحتى 22 أبريل/نيسان 2008، لم يتم إصدار بطاقات هوية للبهائيين.

## قضايا المحكمة الأخرى
ومنذ قرار المحكمة الإدارية العليا في مصر الصادر في 16 ديسمبر/كانون الأول 2006، تم رفع قضيتين أخريين أمام المحكمة تتناولان حقوق البهائيين المصريين في الحصول على وثائق الهوية الأساسية والتعليم. كانت القضية الأولى، التي رفعتها المبادرة المصرية للحقوق الشخصية في فبراير/شباط 2007، قد رفعت نيابة عن الطالب الجامعي البهائي حسني حسين عبد المسيح. تم إيقاف عبد المسيح عن الدراسة في المعهد العالي للخدمة الاجتماعية بجامعة قناة السويس لعدم تمكنه من الحصول على بطاقة هوية بسبب انتمائه الديني. وكان من المقرر أن تبت محكمة القضاء الإداري بالقاهرة في هذه القضية في 5 سبتمبر/أيلول 2007، إلا أنها أرجأت الحكم إلى 30 أكتوبر/تشرين الأول 2007. وقد تم تأجيل القضية للمرة الخامسة في 22 يناير 2008، وذلك لحين صدور الحكم في جلسة المحكمة المقرر عقدها في 29 يناير 2008. في 29 يناير 2008، قضت محكمة القضاء الإداري بالقاهرة لصالح البهائيين، بالسماح لهم بالحصول على وثائق هوية، طالما أنهم يحذفون ديانتهم من وثائق المحكمة.
أما الحالة الثانية فتتعلق بطفلين توأم يبلغان من العمر 14 عاماً لم يتمكنا من الحصول على شهادات ميلاد إلا بعد اعتناق ديانة معترف بها. ورغم أن والد التوأم كان قد حصل في الأصل على شهادات ميلاد عندما ولد الأطفال في عام 1993 تشير إلى انتمائهم الديني كبهائي، إلا أنه لم يتمكن من الحصول على شهادات ميلاد جديدة تحتوي على الرقم الوطني. وبدون الرقم الوطني الموجود على شهادة الميلاد، لم يتمكن الأطفال من الالتحاق بالمدارس الحكومية. وبما أن قرار المحكمة الإدارية العليا في عام 2006 قضى بأن للحكومة الحق في حرمان البهائيين المصريين من وثائق الهوية التي تعترف بانتمائهم الديني، فقد عدلت المبادرة المصرية للحقوق الشخصية التدابير المطلوبة في هذه القضية؛ والقضية المطروحة أمام محكمة القضاء الإداري هي ما إذا كان البهائيون يستطيعون الحصول على وثائق دون أي انتماء ديني أو دون التعريف بأنفسهم زوراً باعتبارهم أحد الديانات المعترف بها. وكان من المقرر أيضًا أن يتم البت في هذه القضية في المحكمة في 5 سبتمبر/أيلول 2007، ولكن تم تأجيل القرار أيضًا إلى 30 أكتوبر/تشرين الأول 2007. وكما حدث في القضية الأخرى، قضت محكمة القضاء الإداري في القاهرة أيضًا لصالح البهائيين، وسمحت لهم بالحصول على شهادات الميلاد، إذا حذفوا ديانتهم من الوثائق. وذكرت المبادرة المصرية للحقوق الشخصية أنها ستسعى فورًا للحصول على أوراق التوأم.

## تغيير اللائحة لتعكس الحكم والبطاقات الأولى الصادرة
امتثالاً لحكم يناير/كانون الثاني 2008، أصدر وزير الداخلية المصري في 14 أبريل/نيسان 2009 مرسوماً بتعديل القانون للسماح للمصريين من غير المسلمين أو المسيحيين أو اليهود بالحصول على وثائق هوية تتضمن شرطة بدلاً من إحدى الديانات الثلاث المعترف بها. تم إصدار بطاقات الهوية الأولى لبهائيين (التوأم اللذان بلغا السادسة عشر من العمر بحلول ذلك الوقت) بموجب المرسوم الجديد في 8 أغسطس 2009.
إن الوضع بعد الثورة المصرية عام 2011 ليس واضحا. وقد تجددت التهديدات من بعض أوساط المجتمع المصري. في أواخر عام 2012، أعلن الدكتور إبراهيم غنيم، القائم بأعمال وزير التربية والتعليم وعضو جماعة الإخوان المسلمين، عن رأيه في استبعاد الأطفال البهائيين من النظام المدرسي المصري. وتثير التعليقات ذات الصلة أيضًا شكوكًا حول وضع الجدل حول الهوية.

## روابط خارجية
- Associated Press (16 ديسمبر 2006). "Egyptian court rules against giving Bahais the right to recognition on official IDs". International Herald Tribune. مؤرشف من الأصل في 2008-10-28. اطلع عليه بتاريخ 2007-09-08.
- Al Bawaba (12 ديسمبر 2006). "Bahai battle intensifies in Egypt". Al Bawaba. مؤرشف من الأصل في 2007-09-27. اطلع عليه بتاريخ 2007-09-08.
- WorldWide Religious News (15 ديسمبر 2006). "Test for Egypt religious freedom in Bahai verdict". WorldWide Religious News. مؤرشف من الأصل في 2012-02-29. اطلع عليه بتاريخ 2007-09-08.
- Al Jazeera (17 ديسمبر 2006). "Bahais lose Egypt recognition fight". Al Jazeera. مؤرشف من الأصل في 2008-07-09. اطلع عليه بتاريخ 2007-09-08.
- Universal House of Justice (21 ديسمبر 2006). "To the Baháʼís of Egypt" (PDF). bahai.org. مؤرشف من الأصل (PDF) في 2013-10-06. اطلع عليه بتاريخ 2007-09-08. متاح أيضا باللغة العربية.
- Congressmen Mark Steven Kirk and Tom Lantos (23 ديسمبر 2006). "Religious Freedom for Bahai's in Egypt". United States House of Representatives. مؤرشف من الأصل في 2009-12-13. اطلع عليه بتاريخ 2007-09-08.
- Bahai-Egypt Blog، المعلومات الحالية حول البهائيين في مصر
- Bashir، Dwight (22 أغسطس 2012). "A Baha'i Litmus Test for Egypt". The Cairo Review of Global Affairs. مؤرشف من الأصل في 2012-08-28. اطلع عليه بتاريخ 2012-08-24.